# 加维拉泰
加维拉泰（義大利語：Gavirate），是意大利瓦雷泽省的一个市镇。总面积13平方公里，人口9416人，人口密度724.3人/平方公里（2009年）。国家统计（ISTAT）代码为012072。